# Redacted
Redacted (Samarra en Argentina) es una película estadounidense dramática de 2007 escrita y dirigida por Brian De Palma. Se trata de un drama ficticio basado en los asesinatos de Mahmudiyah en Irak. Esta película, que es el complemento de una película anterior de De Palma, Casualties of War (1989), fue filmada en Jordania.
Redacted fue estrenada en el Festival Internacional de Cine de Venecia de 2007, donde ganó el León de Plata a la mejor dirección. También fue presentada en el Festival Internacional de Cine de Toronto, en el Festival de Cine de Nueva York y en el Buenos Aires Festival Internacional de Cine Independiente. La película fue estrenada en España y en quince teatros en una distribución limitada en Estados Unidos el 16 de noviembre de 2007. La película recibió reacciones mixtas por parte de los críticos y una pobre respuesta financiera en su limitado estreno estadounidense. Fue rodada con un elenco de actores desconocidos hasta ese momento y utilizando cámaras de alta definición.

## Antecedentes
“Redacted” significa “editado” u “oscurecido”, y la primera imagen de la película es un descargo de responsabilidades al cual cada vez se le quitan más palabras, las cuales son borradas gradualmente. De Palma relata que cuando leyó las noticias sobre la masacre de Mahmudiyah en Irak en 2006, en la que cinco soldados del cuerpo de Marines violaron a una niña, después mataron a ella y a su familia y trataron de hacer que los hechos parecieran un ataque insurgente.

## Reparto
- Francois Caillaud - Amigo de McCoy en el bar
- Patrick Carroll - Reno Flake
- Rob Devaney - Abogado McCoy
- Izzy Diaz - Angel Salazar
- Mike Figueroa - Sargento Vazques
- Ty Jones - Jim Sweet
- Paul O'Brien - Padre de Barton
- Kel O'Neill - Gabe Blix
- Abigail Savage - Joven sermoneador
- Daniel Stewart Sherman - B.B. Rush

## Trama
La película trata sobre un grupo de inquietos soldados estadounidenses acantonados en un retén en la ciudad iraquí de Samarra. Los soldados están impacientes por el progreso de la guerra, desconfían de todos los iraquíes, incluso los niños, y no ven el momento de regresar a casa.
Dos de ellos diseñan un plan para regresar a una casa que recientemente allanaron en busca de insurgentes para violar a una niña de 15 años. Estos llevan a cabo su misión, la cual termina con un asesinato múltiple.
Con intriga, uno de los soldados, quien tiene ambiciones de ir a la escuela de cine, compila un video de la vida diaria en el retén. Este parte con su cámara y con el grupo y filma todos los terribles eventos. Más tarde, se da cuenta de que él también está implicado en los crímenes.
Para contar la historia, De Palma usa varias técnicas, se vale de blogs, de videos YouTube y de video-bitácoras publicadas en el Internet y el diario-video del soldado que filma. Hay referencias críticas de los medios de comunicación por la forma en que informan sobre los horrores de la guerra en Irak.

## Recepción

### Crítica de cine
Redacted ha recibido reseñas mixtas. Michael Medved dijo que "pudo haber sido la peor película que he visto"; sin embargo, Kyle Smith otorgó a la película 3 estrellas (sobre 4), al manifestar que "es una pieza de propaganda antibélica con cuyos objetivos no estoy de acuerdo, pero me sobresaltó de todas formas." Roger Ebert del Chicago Sun Times le otorgó 3 estrellas 1/2 (de 4) al afirmar que "la película es impactante, triste y frustrante".
En el agregador de reseñas Rotten Tomatoes, la película fue calificada como "rotten", con solo 43% de reseñas positivas de un total de 93 (incluyendo 48% de 27 reseñas de "críticos top") y el promedio de 5,3/10. En Metacritic, la película tuvo un resultado promedio de 52 sobre 100, sobre la base de 30 reseñas y una calificación de 4,0/10.